# جوجدرديميدين غوراغشا
جوجدرديميدين غوراغشا (مواليد 5 ديسمبر 1947) هو قائد عسكري ورائد فضاء منغولي. أصبح أول شخص من منغوليا يسافر للفضاء. شغل منصب وزير دفاع منغوليا في الفترة من 2000 حتى 2004.